# Bagnols, Puy-de-Dôme

Bagnols este o comună în departamentul Puy-de-Dôme, Franța. În 1 ianuarie 2022 avea o populație de 402 de locuitori.